# Arnaud Geyre
Arnaud Geyre (Pau, 1935. április 21. – Château-Thierry, 2018. február 20.) olimpiai bajnok francia kerékpárversenyző.

## Pályafutása
Az 1956-os melbourne-i olimpián aranyérmet nyert országúti csapatversenyben Michel Vermeulinnel és Maurice Moucheraud-val együtt. Országúti mezőnyversenyben ezüstérmet szerzett az olasz Ercole Baldini mögött.

## Sikerei, díjai
- Olimpiai játékok
  - aranyérmes: 1956, Melbourne (országúti csapatverseny)
  - ezüstérmes: 1956, Melbourne (országúti mezőnyverseny)